# ولی‌کندی
ولی‌کندی یکی از روستاهای استان آذربایجان شرقی است که در دهستان نظرکهریزی بخش نظرکهریزی شهرستان هشترود واقع شده‌است.از کشاورزان نمونه این روستا میتوان از آقای مسلم امینی نام برد.
شغل اغلب اهالی این روستا آرماتور بندی و راننده تاکسی میباشد البته جدیدا بعضی از ولی کندی ها به کار های دیگر همچون مشاور املاک و خواربار فروشی روی آورده اند.h
از سال ۱۳۸۰ بیشتر  اهالی این روستا پس از خشکسالی به استان البرز سفر نموده اند و در اسلام آباد،خرمدشت،ملک آباد ومحمد شهر سکونت دارند.
از طوایف ولی کندی ها میتوان به فرجی ها،خورشیدی ها،امینی ها،صمدی ها،نوروزی ها،سادات،بالیده،معصومی ها،زینالی ها ومطلمی خانواده اسدی   ... اشاره کرد
این روستا دارای دو مسجد، یک چشمه، یک مدرسه ودارای باغ های سرسبز سیب که به باغ های اربابی معروف است میباشد.
اسفندیار صمدی از فوتبالیست های خوب این روستا میباشد و شغل او آرماتور بندی است و ساکن خرمدشت میباشد.